# Абаде-де-Нейва
Абаде-де-Нейва (порт. Abade de Neiva; МФА: [ɐ.ˈba.dɨ dɨ ˈnɐj.vɐ]) — парафія в Португалії, у муніципалітеті Барселуш. Розташована в північно-західній частині країни, на теренах історичної португальської провінції Дору-Міню. Входить до складу округу Брага. За адміністративним поділом, чинним до 1976 року, терени парафії були складовою провінції Міню. Належить до Бразької архідіоцезії Католицької церкви. Патрон — Діва Марія. Площа — 7,5036 км². Населення — 2024 ос. (2011). Середньо урбанізований регіон. Густота населення — 269,74 осіб/км²
. Код — 030201.

## Назва
- Аба́де-де-Не́йва (порт. Abade de Neiva) походила від місцевого монастиря.
- Абба́де-де-Не́йва (порт. Abbade de Neiva) — назва за старим правописом[5].
- Абба́де (лат. і порт. Abbade) — стара назва.

## Географія
Абаде-де-Нейва розташована на півночі Португалії, у Бразькому окрузі, муніципалітеті Барселуш. Відстань до Лісабона — 300 км, до муніципального центру — 7 км.

## Історія

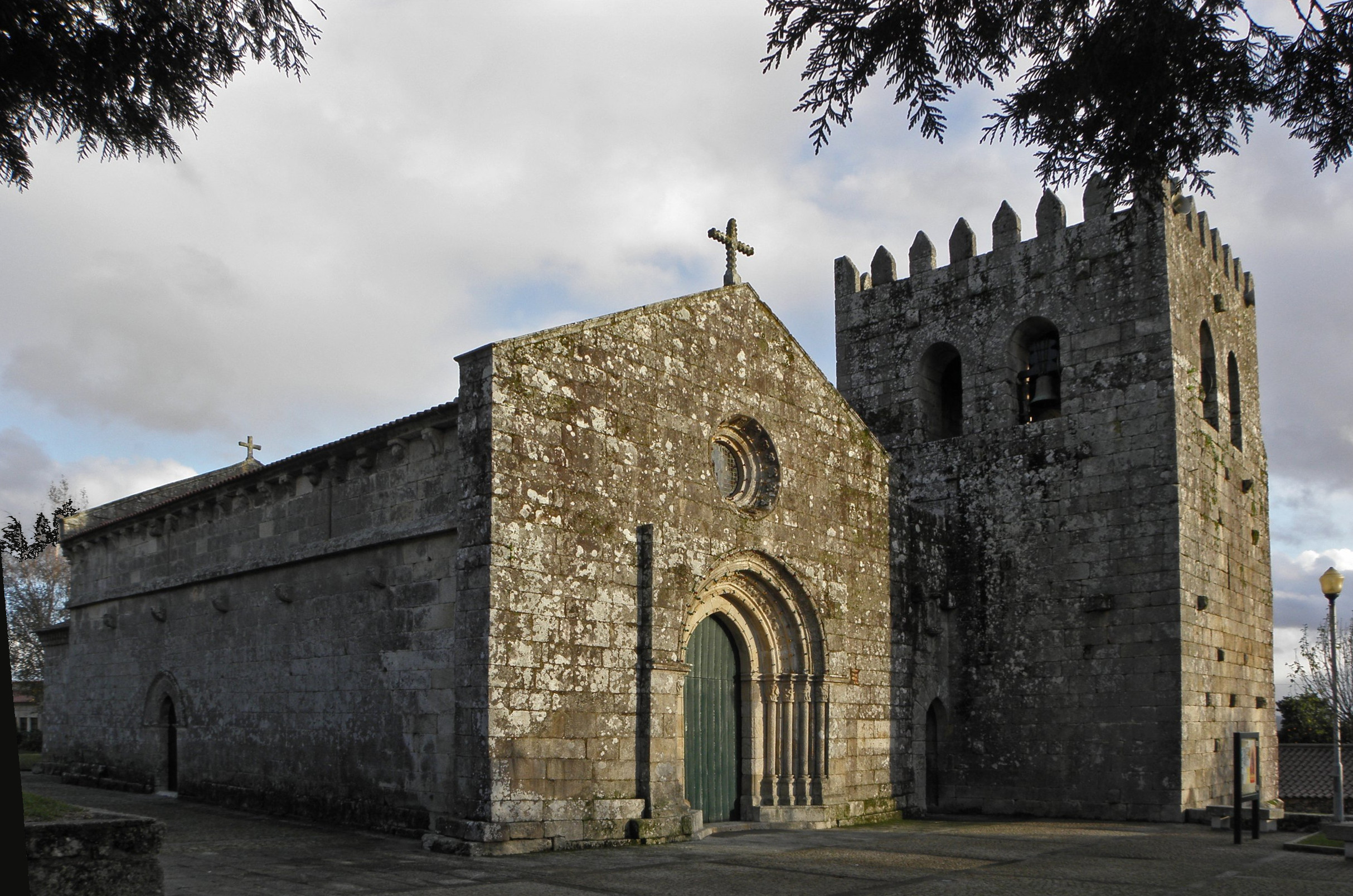
Парафіяльна церква святої Марії

Поселення Абаде-де-Нейва було засноване як парафія 1152 року королевою Матильдою, дружиною першого португальського короля Афонсу I. Вона заклала тут монастир, який отримав статус абатства. Згодом його абат призначався королівським Браганським домом й постійно перебував у сусідньому Фрагозу. Він призначав суддів, збирав данину (худобу і вино) і податки.
Днем парафії вважалося 15 січня, день святого Амаро.
На початку ХХ століття у поселенні було 154 домів, де проживало 722 особи.

## Населення
| Кількість мешканців | Кількість мешканців | Кількість мешканців | Кількість мешканців | Кількість мешканців | Кількість мешканців | Кількість мешканців | Кількість мешканців | Кількість мешканців | Кількість мешканців | Кількість мешканців | Кількість мешканців | Кількість мешканців | Кількість мешканців | Кількість мешканців |
| ------------------- | ------------------- | ------------------- | ------------------- | ------------------- | ------------------- | ------------------- | ------------------- | ------------------- | ------------------- | ------------------- | ------------------- | ------------------- | ------------------- | ------------------- |
| 1864                | 1878                | 1890                | 1900                | 1911                | 1920                | 1930                | 1940                | 1950                | 1960                | 1970                | 1981                | 1991                | 2001                | 2011                |
| 659                 | 722                 | 679                 | 684                 | 737                 | 739                 | 836                 | 1 003               | 1 030               | 1 118               | 1 334               | 1 544               | 1 694               | 1 869               | 2 024               |

## Пам'ятки
- Церква святої Марії (XIV століття) — стара церква простої конструкції з садом, що служить за цвинтар.